# Elias Koteas
Elias Koteas (Montreal, 11 maart 1961) is een Canadees acteur van Griekse afkomst. Hij won voor zijn bijrol als Jevdet Bay in het oorlogsdrama Ararat in 2003 een Genie, nadat hij hiervoor twee keer eerder werd genomineerd voor zijn spel in Malarek (1989) en Exotica (1994). Samen met alle acteurs van The Curious Case of Benjamin Button werd hij in 2009 genomineerd voor een Screen Actors Guild Award.
Koteas maakte officieel zijn film- en acteerdebuut in Atlantic City uit 1980. Hieraan werkte hij niettemin mee als figurant, niet als acteur. Zijn eerste echte rol op het witte doek volgde vijf jaar later, toen hij Eddie speelde in de familiefilm One Magic Christmas. Dat bleek voor Koteas de eerste van meer dan vijftig filmrollen. Televisieseries maakten aanvankelijk een klein deel uit van zijn cv. De reeksen waarin hij een personage speelde dat meer dan één keer verscheen, waren American Dad (drie keer als Jim, alleen met zijn stem) en CSI: NY (twee keer als Joe). 
Koteas speelde van 2014 tot 2018 106 maal de rol van Alvin Olinsky in de eerste vijf seizoenen van de televisieserie Chicago P.D. en viermaal dezelfde rol in Chicago Fire. Hij speelde voorts eenmalige gastrollen in onder meer The Sopranos en House.
Koteas trouwde in 1987 met de Amerikaanse actrice Jennifer Rubin, maar hun huwelijk liep drie jaar later definitief op de klippen.

## Filmografie
*Exclusief 5+ televisiefilms
- Janet Planet (2023)
- Jake Squared (2013)
- Devil's Knot (2013)
- The Last Days on Mars (2013)
- Dream House (2011)
- Let Me In (2010)
- My Own Love Song (2010)
- Shutter Island (2010)
- The Killer Inside Me (2010)
- 3 Backyards (2010)
- The Fourth Kind (2009)
- Defendor (2009)
- The Haunting in Connecticut (2009)
- The Curious Case of Benjamin Button (2008)
- Dark Streets (2008)
- Two Lovers (2008)
- I Come with the Rain (2008)
- The Girl in the Park (2007)
- Prisoner (2007)
- Shooter (2007)
- Zodiac (2007)
- Skinwalkers (2006)
- The Big Empty (2005)
- The Greatest Game Ever Played (2005)
- S1m0ne (2002)
- Ararat (2002)
- Collateral Damage (2002)
- Novocaine (2001)
- Lost Souls (2000)
- Harrison's Flowers (2000)
- Dancing at the Blue Iguana (2000)
- The Thin Red Line (1998)
- Living Out Loud (1998)
- Apt Pupil (1998)
- Fallen (1998)
- Divorce: A Contemporary Western (1998)
- Gattaca (1997)
- Hit Me (1996)
- Crash (1996)
- The Prophecy (1995)
- Power of Attorney (1995)
- Camilla (1994)
- Exotica (1994)
- Cyborg 2 (1993)
- Teenage Mutant Ninja Turtles III (1993)
- Chain of Desire (1992)
- The Adjuster (1991)
- Almost an Angel (1990)
- Look Who's Talking Too (1990)
- Desperate Hours (1990)
- Backstreet Dreams (1990)
- Teenage Mutant Ninja Turtles (1990)
- Blood Red (1989)
- Malarek (1989)
- Friends, Lovers, & Lunatics (1989)
- Full Moon in Blue Water (1988)
- Tucker: The Man and His Dream (1988)
- Gardens of Stone (1987)
- Some Kind of Wonderful (1987)
- One Magic Christmas (1985)
- Atlantic City (1980)

- Bibsys: 4108480
- Biblioteca Nacional de España: XX1265979
- Bibliothèque nationale de France: cb14024251j (data)
- Gemeinsame Normdatei: 1019453206
- International Standard Name Identifier: 0000 0001 0893 552X
- Library of Congress Control Number: no98090775
- Nationale Bibliotheek van Tsjechië: xx0103128
- Nationale bibliotheek van Australië: 42203475
- Nationale Bibliotheek van Israël: 987007604611005171
- Nederlandse Thesaurus van Auteursnamen: 120896141
- Istituto Centrale per il Catalogo Unico: UBOV593277
- SNAC: w6891d0r
- Système universitaire de documentation: 077797167
- Trove: 1457159
- Virtual International Authority File: 44498574
- WorldCat: E39PBJymypw79k8XbDkgjt9JjC